# Juliana Saracuza
Juliana Borges Saracuza  (Urânia, 9 de janeiro de 1983) é uma voleibolista indoor brasileira que desempenha a função de Central  e conquistou a medalha de ouro representando o Brasil no Campeonato Mundial Juvenil em 2001 realizado na República Dominicana.Em clubes possui entre suas conquistas no vice-campeonato do Torneio Internacional Top Volley de 2010 na Suíça.

## Carreira
Juliana, filha do Prefeito de Urânia, Francisco Airton Saracuza, vivendo em sua terra natal com sua mãe Marinete Borges e seu irmão Júnior, iniciou no voleibol com apenas 12 anos de idade em sua cidade natal e só praticava vôlei, ingressou na modalidade após acompanhar treinos de um time local e por recomendação médica a prática desportiva,devido suas dores nas costas.
Na temporada  2000-01 foi atleta do Blue Life/Pinheiros na correspondente Superliga Brasileira  A e não marcou nenhum ponto nesta edição  quando encerrou na sétima posição.
Em 2001 foi convocada para Seleção Brasileira na categoria juvenil e disputou o Campeonato Mundial Juvenil em Santo Domingo-República Dominicana .Disputou a Superliga Brasileira 2002-03 pelo Macaé/Nuceng  quando encerrou por este na quinta posição.
Atuando pelo São Caetano/Detur.Foi campeã paulista juvenil, vice-campeã dos Jogos Abertos 2004 e ouro nos Jogos Regionais 2004. Disputou a Superliga Brasileira A 2004-05 pelo mesmo clube, terminando na sétima colocação.
Defendeu o ASBS/Suzano na temporada 2005-06  e terminou apenas na nona colocação da Superliga Brasileira A nesta jornada.Juliana foi contratada pelo Vôlei Futuro para disputar a Superliga Brasileira A 2006-07, temporada que contou apenas com oito equipes, ao final o time de Araçatuba encerrou na oitava posição, mesma colocação obtida na Superliga Brasileira A 2007-08.
Na temporada 2008-09 renovou com o Vôlei Futuro e terminou na sétima colocação do Campeonato Paulista de 2008 e disputou a Superliga brasileira a correspondente a esta jornada terminou na décima colocação na Superliga Brasileira A 2008-09.
Renovou por mais uma temporada com Vôlei Futuro e terminou na sexta posição da Superliga Brasileira A 2009-10, sendo vice-campeã paulista de 2010.Conquistou a prata no Top Volley International de 2010. E em sua última temporada pelo clube terminou em terceiro lugar na Superliga Brasileira A 2010-11. Foi campeã paulista em 2011.
Após 15 anos de voleibol Juliana resolve dedicar-se inteiramente aos estudos e todos aprendizados como atleta a ajudou bastante nessa nova trajetória de vida, pois, resolveu a ser médica para ajudar as pessoas se empenhando bastante, assim como declarou fazer pelo voleibol.Juliana aos 29 anos passou a cursar Medicina na Unicid,mas com menos intensidade continuou ligada ao voleibol, desta vez universitário onde atua como jogadora, também é técnica do time masculino e feminino da faculdade e declarou não ter planos de voltar a ser uma atleta profissional.

## Títulos e Resultados
- 2011- Campeã do Campeonato Paulista
- 2010-11-3º Lugar da Superliga Brasileira A
- 2010- 2º Lugar do Campeonato Paulista
- 2009-10-6º Lugar da Superliga Brasileira A
- 2008- 7º Lugar da Campeonato Paulista[6]
- 2008-09-10º Lugar da Superliga Brasileira A
- 2007-08-8º Lugar da Superliga Brasileira A[5]
- 2006-07-8º Lugar da Superliga Brasileira A[5]
- 2005-06-9º Lugar da Superliga Brasileira A[5]
- 2004-05-7º Lugar da Superliga Brasileira A[5]
- 2004-Campeã do  Jogos Regionais de São Paulo[4]
- 2004-Vice-campeã do Jogos Abertos de São Paulo[4]
- 2002-03-5º Lugar da Superliga Brasileira A[5]
- 2000-01-7º Lugar da Superliga Brasileira A[5]